# Regione di Rukwa
La regione di Rukwa (ufficialmente Rukwa Region in inglese) è una regione della Tanzania occidentale, con capoluogo Sumbawanga. Prende il nome dal lago Rukwa.
La regione confina a nord con la regione di Katavi, a est con quella di Mbeya, a sud con lo Zambia a ovest con il lago Tanganica che costituisce il confine naturale con la Repubblica Democratica del Congo.
Prima del 2012 la regione di Rukwa comprendeva anche quello che adesso è il territorio della regione di Katavi.

## Distretti
La regione è divisa amministrativamente in 4 distretti:
- Sumbawanga urbano
- Sumbawanga rurale
- Kalambo
- Nkasi